# Her Best
Her Best ist ein Kompilationsalbum von Etta James, das 1997 als Teil der Chess 50th Anniversary Collection auf MCA/Chess erschienen ist.

## Hintergrund
Bevor Etta James 1960 zu Chess Records kam, hatte sie schon Erfolge als Rhythm-and-Blues-Sängerin, so mit dem Titel The Wallflower. Der große Erfolg kam aber erst in der Zeit, in der sie bei Chess Records unter Vertrag stand, ein Label auf das sie The Moonglows aufmerksam machten. Die 1960er-Jahre waren ihre erfolgreichste Zeit, und sie sind auf dieser CD dokumentiert. In dieser Dekade nahm sie 28 Hits auf, die sowohl in den Rhythm-and-Blues- als auch in den Popcharts zu finden waren. Die Aufnahmen zeigen, dass Etta James nicht nur den Blues singen kann, sondern auch R&B-, Jazz- und Popsongs.
Das Album erreichte den 13. Platz der Billboard Top-Blues-Alben.

## Titelliste
1. At Last – Gordon, Warren – 3:01[3]
2. All I Could Do Is Cry – Davis, Fuqua, Gordy – 2:55
3. If I Can't Have You – Fuqua, James – 2:50[4]
4. A Sunday Kind of Love – Belle, Leonard, Prima, Rhodes – 3:17
5. My Dearest Darling – Bocage, Gayten – 2:59
6. Something's Got a Hold on Me – Schwartz, Schwarz, Wever – 2:59
7. Trust in Me – Ager, Schwartz, Schwarz, Wever – 2:59
8. Next Door to the Blues – Kirkland, Woods – 2:47
9. Don't Cry Baby – Bernie, Johnson, Smith, Unger – 2:25
10. Fool That I Am – Hunt – 2:57
11. Two Sides to Every Story – Clarke, Davis – 3:02
12. Pushover – Clarke, Davis – 2:54
13. Stop the Wedding – Johnson, Kirkland, Woods – 2:52
14. In the Basement, Pt. 1 – Davis, Miner, Smith – 2:20[5]
15. Baby What You Want Me to Do – Reed – 4:18[6]
16. I'd Rather Go Blind – Foster, Jordan – 2:35
17. Security – Redding, Wessen – 2:29
18. Loser's Weepers, Pt. 1 – Bonds – 3:00
19. All the Way Down – Lawrence, Mekler, Williamson – 5:35
20. Tell Mama – Carter, Daniel, Terrell – 2:20[7]

## Aufnahmedaten
| Titel                        | Originalveröffentlichung                             | Aufnahmeort, Aufnahmedatum                      |
| ---------------------------- | ---------------------------------------------------- | ----------------------------------------------- |
| At Last                      | Argo 5380                                            | Chicago, Oktober 1960                           |
| All I could Do is Cry        | Argo 5359                                            | Chicago, Januar 1960                            |
| If I can´t have you          | Chess 1760                                           | Chicago, Mai 1960                               |
| A Sunday Kind of Love        | Argo 5393                                            | Chicago, Oktober 1960                           |
| My dearest Darling           | Argo 5363                                            | Chicago, Mai 1960                               |
| Something's Got a Hold on Me | Argo 5409                                            | Chicago, Dezember 1961                          |
| Trust in me                  | Argo 5385                                            | Chicago, Oktober 1960                           |
| Next Door to the Blues       | Argo 5424                                            | Chicago, Dezember 1961                          |
| Don´t Cry Baby               | Argo 5393                                            | Chicago, März 1961                              |
| Fool that I am               | Argo 5390                                            | Chicago, März 1961                              |
| Two Sides to Every Story     | Argo 5452                                            | Chicago, Juni 1963                              |
| Pushover                     | Argo 5437                                            | Chicago, 14. November 1962                      |
| Stop the Wedding             | Argo 5418                                            | Chicago, 27. – 29. Juli 1962                    |
| In the Basement, Pt. 1       | Cadet 5539                                           | Chicago, April 1966                             |
| Baby What You Want Me to Do  | Argo LP 4032 (Etta James Rocks the House), Argo 5459 | New Era Club, Nashville, 27./28. September 1963 |
| I'd Rather Go Blind          | Cadet 5578                                           | Muscle Shoals, Alabama 23. August 1967          |
| Security                     | Cadet LP 802 (Tell Mama), Cadet 5594                 | Muscle Shoals, Alabama 6. Dezember 1967         |
| Loser's Weepers, Pt. 1       | Cadet 5676                                           | Los Angeles, 19. Juni 1970                      |
| All the Way Down             | Chess 2144                                           | Chicago                                         |
| Tell Mama                    | Cadet 5578                                           | Muscle Shoals, Alabama 24. August 1967          |

## Kritikerstimmen
- AMG - Cub Coda: There's plenty more after this to discover, but this is absolutely where you start. (Nach dieser CD gibt es noch eine Menge zu entdecken, aber sie ist der Ausgangspunkt.)[7]
- Down Beat (8/97, S. 60) - 4 Sterne(von 5)[2]